# Pariaman

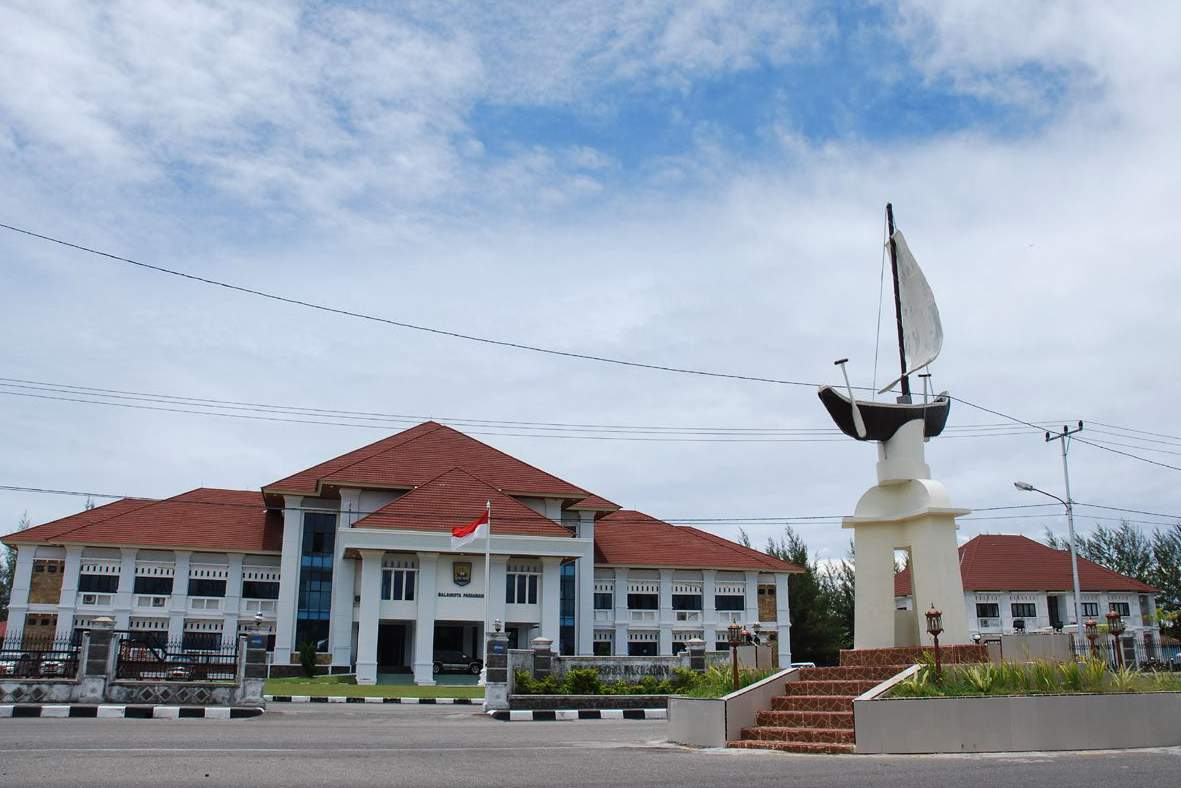
Das Rathaus der Stadt

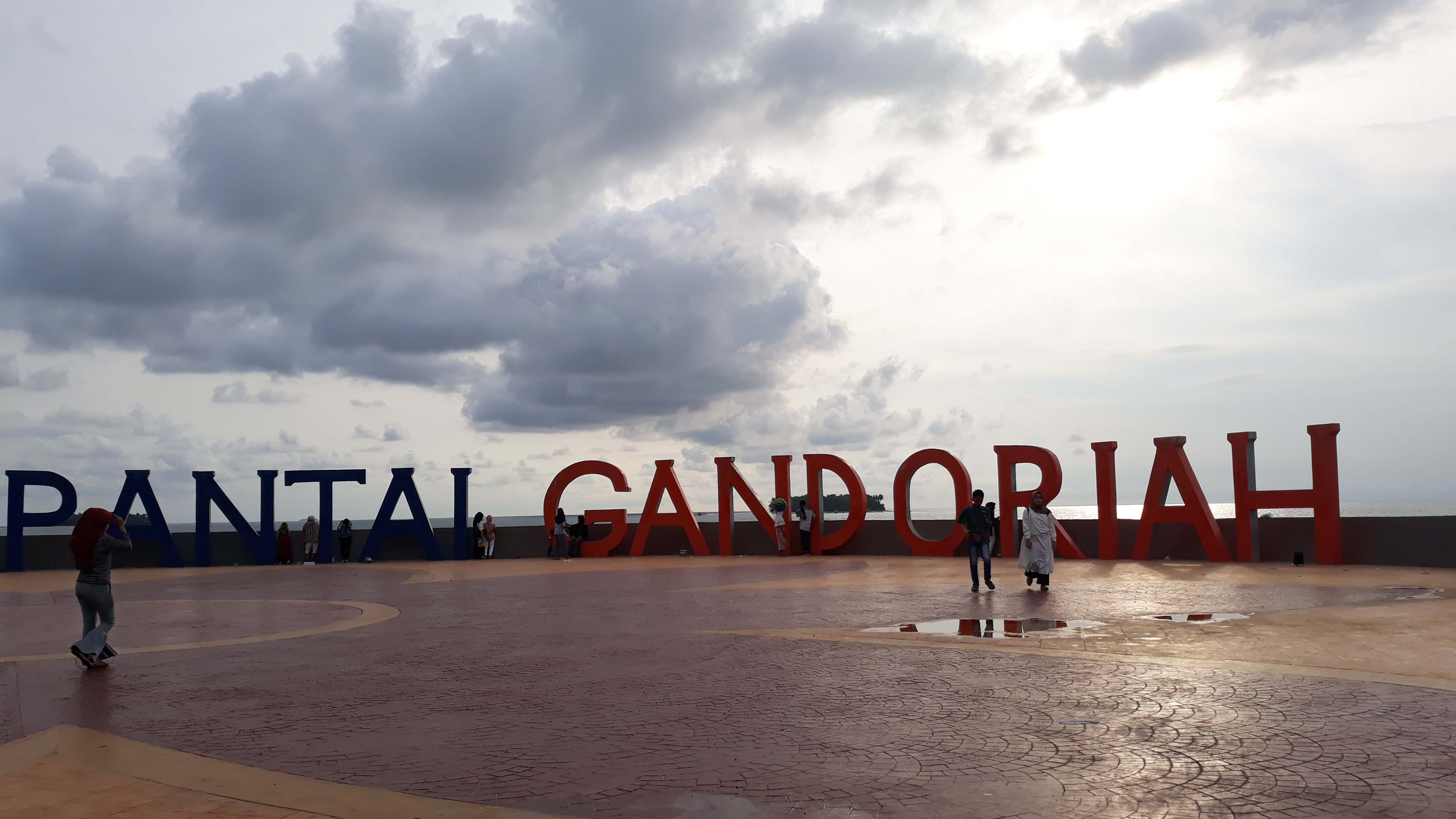
Gandoriah Beach ist eine Touristenattraktion

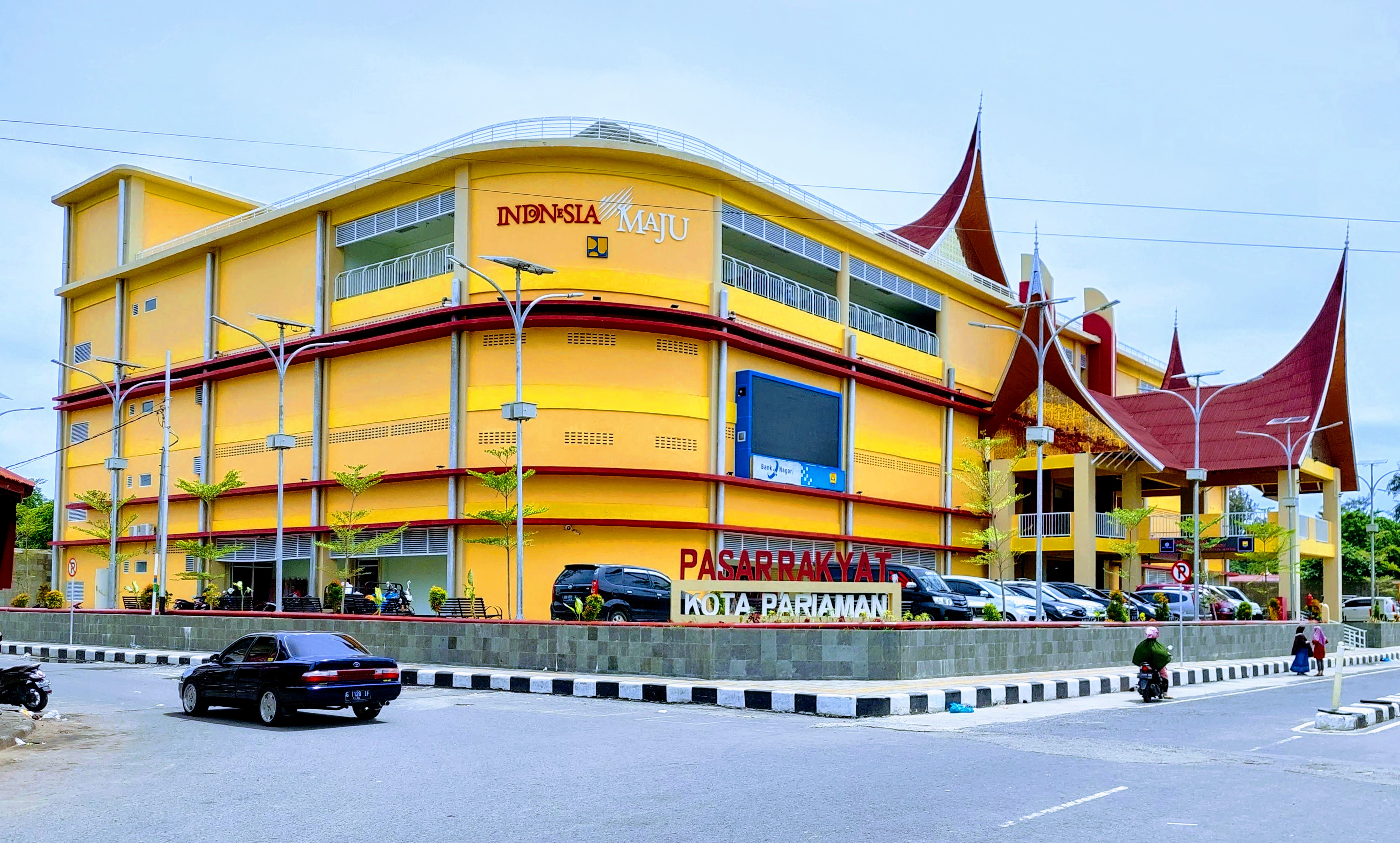
Das Einkaufszentrum in Pariaman

Pariaman ist eine Küstenstadt in der Provinz Sumatera Barat (Westsumatra) auf der (nach Borneo) zweitgrößten indonesischen Insel Sumatra. Sie liegt inmitten der Provinz an der Küste des Indischen Ozeans. Pariaman beherbergte zum Jahresende 2023 auf 66,13 Quadratkilometern 101.680 Einwohner (Dichte von 66,1 Einw. pro km²), von denen 50,42 % Männer und 50.413 Frauen sind.

## Geographie

### Lage
Die autonome Stadt (indonesisch Kota) mit gleichen Rechten wie ein Regierungsbezirk erstreckt sich zwischen 0° 33′ 00″ und 0° 40′ 43″ s. Br. sowie zwischen 100° 04′ 46″ und 100° 10′ 55″ ö. L. auf Höhenlagen vom Meeresspiegel bis 15 Metern Höhe (höchster Punkt im Kecamatan Pariaman Timur). 21 % der Stadtfläche sind mit Siedlungen bebaut, 26 % Reisfelder, 45 % Gärten und Plantagen. Es gibt nur wenig Wald (0,13 % bzw. 9,20 ha). Hinsichtlich der Ausdehnung belegte die Stadt Ende 2023 Rang 5 unter den 7 autonomen Städten der Provinz. Pariaman ist ringsum vom Kabupaten Padang Pariaman umgeben, nur im Westen bildet die 12 Kilometer lange Küstenlinie des Indischen Ozeans eine natürliche Grenze. Zur Stadt gehören vier benannte Inseln.

## Wetter und Klima
Auf Grund der Äquatornähe herrscht, wie in ganz Indonesien, tropisches Regenwaldklima (feuchttropisches Klima). Man unterscheidet eine trockene Jahreszeit (Juni bis September) und die Regenzeit (August bis November).
Im Jahr 2020 unterlag die Tagestemperatur keinen großen Schwankungen. Bei einem Jahresdurchschnitt von 26,0 °C war der Februar am wärmsten (durchschnittlich 27,5 °C) und der Oktober am kältesten (25,3 °C). Im Jahr fielen an insgesamt 192 Tagen 356,7 mm Regen, der meiste im November (762 mm an 22 Tagen), der wenigste im August (211 mm an 4 Tagen). Durchschnittlich schien im Jahr 2020 die Sonne über die Hälfte des Tages (57,3 %), am meisten im Januar (65 %), am wenigsten im September (41 %).

### Administrative Gliederung

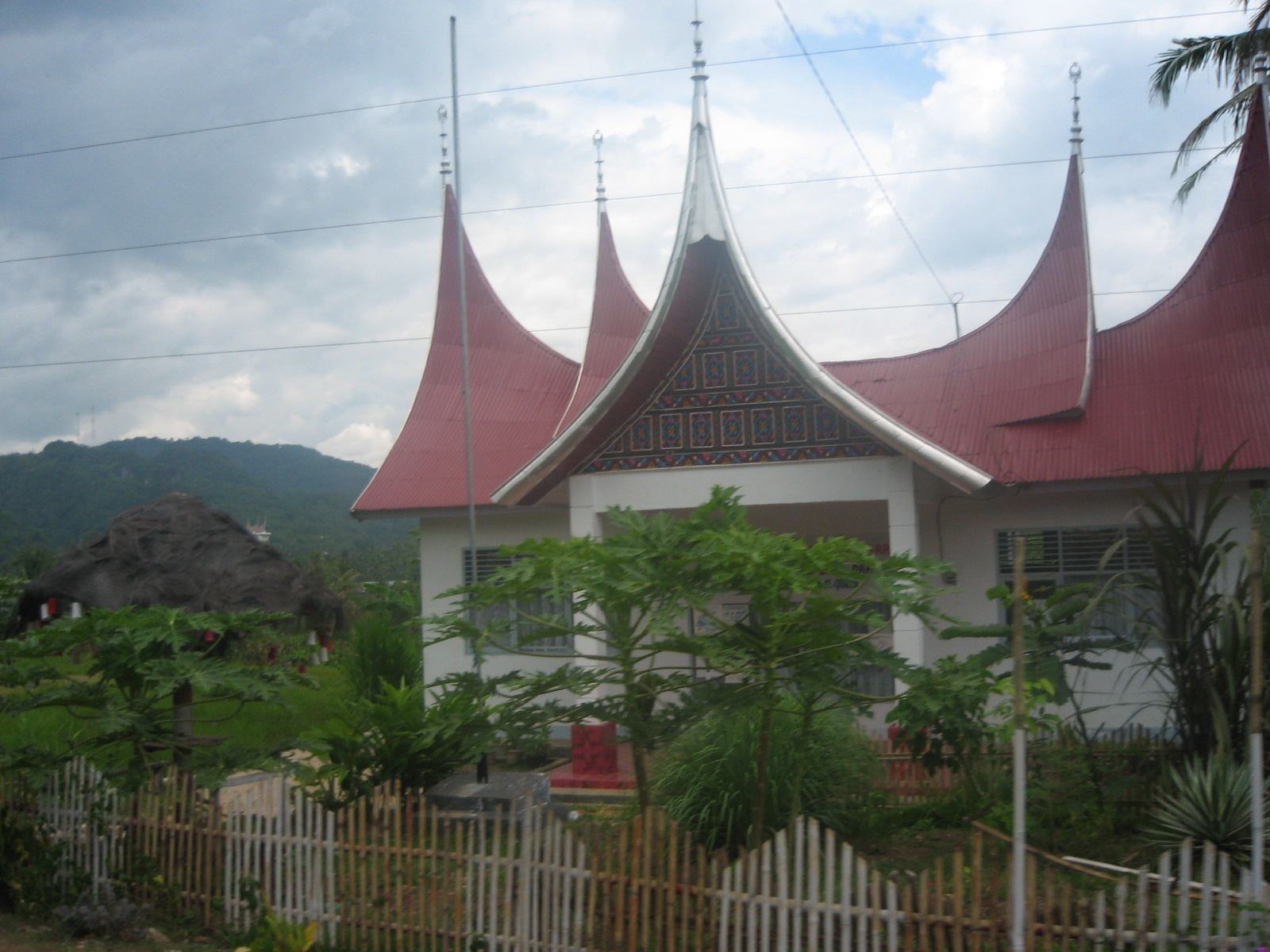
Das Bürogebäude im Kelurahan Limbukan

Bereits 1986 wurde im Kabupaten Padang Pariaman die Verwaltungsstadt (Kota Administratif) mit drei Kelurahan gebildet, im Jahr 2002 erfolgte mit dem Regierungsgesetz Nr. 12 die Autonomie als Kota. Als letzter wurde 2009 wurde der Kecamatan Pariaman Timur gebildet ().
Die Stadt gliedert sich seitdem in vier Distrikte/Unterbezirke (indonesisch Kecamatan) mit 71 Dörfern, von denen nur die im Kecamatan Pariaman Tengah als Kelurahan städtisch geprägt sind. Die ländlichen Dörfer (Desa) gliedern sich in 172 Weiler (indonesisch Dusun), die 16 Kelurahan hingegen gliedern sich in 84 RT (indonesisch Rukun Tetangga,  Nachbarschaftsvereine).
Im Volkszählungsjahr 2020 gab es 20.122 Haushalte mit durchschnittlich 4,68 Personen pro Haushalt.
| Code 1   | Kecamatan Distrikt | Ibukota Verwaltungssitz | Fläche (km²) | Einwohner (Zensus) | Einwohner (Zensus) | Dichte 4 | Sex Ratio 5 | Anzahl der     | Anzahl der |
| Code 1   | Kecamatan Distrikt | Ibukota Verwaltungssitz | Fläche (km²) | 2010 2             | 2020 3             | Dichte 4 | Sex Ratio 5 | Desa Kelurahan | Dusun RT   |
| -------- | ------------------ | ----------------------- | ------------ | ------------------ | ------------------ | -------- | ----------- | -------------- | ---------- |
| 13.77.01 | Pariaman Selatan   | Kurai Taji              | 16,82        | 16.037             | 20.006             | 1.189,4  | 101,96      | 16 / -         | 48 / -     |
| 13.77.02 | Pariaman Tengah00  | Alai Gelombang          | 15,68        | 28.957             | 31.930             | 2.036,4  | 102,61      | 6 / 16         | 25 / 84    |
| 13.77.03 | Pariaman Timur     | Sungai Pasak            | 17,51        | 14.853             | 19.697             | 1.124,9  | 102,00      | 16 / -         | 51 / -     |
| 13.77.04 | Pariaman Utara     | Padang Birik-Birik00    | 23,35        | 19.196             | 22.591             | 967,5    | 101,04      | 17 / -         | 48 / -     |
| 13.77    | Kota Pariaman      | Alai Gelombang          | 73,36        | 79.043             | 94.224             | 1.284,4  | 101,97      | 55 / 16        | 172 / 84   |

## Demographie
Die Stadt hat sich auf einen vierten Platz unter den sieben autonomen Städten der Provinz eingerichtet.
In den letzten zwanzig Jahren sank der Frauenanteil bei den Volkszählungen:
| Zählungs jahr | Gesamtbe- völkerung | Männer | %     | Frauen | %     |
| ------------- | ------------------- | ------ | ----- | ------ | ----- |
| 2000          | 69.354              | 32.772 | 47,25 | 36.582 | 52,75 |
| 2010          | 79.043              | 38.922 | 49,24 | 40.121 | 50,76 |
| 2020          | 94.224              | 47.571 | 50,49 | 46.653 | 49,51 |

Vorherrschende Religion war und ist der Islam. Lediglich im zentralen Distrikt Pariaman Tengah leben 78 Protestanten, das ist weniger als ein Promille der Bevölkerung. Im Jahr 2020 wurden 68 Moscheen und 256 kleinere Gebetsräume (indonesisch Mushola) gezählt.

### Aktuelle Bevölkerungsdaten der Kelurahan
Nachfolgende Tabelle gibt den Einwohnerstand der Kelurahan im Kecamatan Pariaman Tengah nach Geschlecht zu den Volkszählungen von 2010 und 2020 wieder. Zudem zeigt er die Ergebnisse der Fortschreibung durch die örtlichen Zivilregistrierungsbüros (Disdukcapil, indonesisch Dinas Kependudukan dan Pencatatan Sipil) mit Stand vom 31. Dezember 2023 an. Dieser kann in einer interaktiven Karte abgerufen werden.
| Kec              | 2010  | 2020   | 2020   | 2020   | 2020  | 2023   | 2023   | 2023   | 2023   | 2023 |
| Kec              | G     | Fläche | G      | M      | F     | Fläche | G      | M      | F      | RT   |
| ---------------- | ----- | ------ | ------ | ------ | ----- | ------ | ------ | ------ | ------ | ---- |
| Karan Aur        | 2.201 | 0,98   | 2.308  | 1.224  | 1.084 | 1,04   | 2.381  | 1.203  | 1.178  | 10   |
| Jalan Baru       | 1.455 | 0,31   | 1.722  | 862    | 860   | 0,22   | 1.778  | 908    | 870    | 5    |
| Ujung Batung     | 669   | 0,49   | 985    | 515    | 470   | 0,57   | 1.146  | 582    | 564    | 4    |
| Jalan Kereta Api | 747   | 0,42   | 956    | 502    | 454   | 0,43   | 1.010  | 531    | 479    | 3    |
| Alai Gelombang   | 1.086 | 0,43   | 1.084  | 551    | 533   | 0,78   | 1.201  | 603    | 598    | 3    |
| Taratak          | 1.121 | 0,49   | 1.215  | 611    | 604   | 0,2    | 1.358  | 670    | 688    | 4    |
| Lohong           | 1.129 | 0,82   | 1.237  | 634    | 603   | 0,26   | 1.321  | 689    | 632    | 5    |
| Pasir            | 1.158 | 0,85   | 1.137  | 558    | 579   | 0,27   | 1.353  | 682    | 671    | 7    |
| Kampung Perak    | 770   | 0,53   | 773    | 385    | 388   | 0,11   | 799    | 408    | 391    | 4    |
| Pondok II        | 1.077 | 0,49   | 1.039  | 522    | 517   | 0,21   | 1.112  | 557    | 555    | 5    |
| Jawi-Jawi I      | 834   | 0,55   | 843    | 418    | 425   | 0,1    | 867    | 424    | 443    | 4    |
| Jawi-Jawi II     | 1.304 | 0,24   | 1.265  | 639    | 626   | 0,21   | 1.301  | 650    | 651    | 6    |
| Kampung Jawa II  | 1.031 | 0,31   | 1.035  | 513    | 522   | 0,13   | 1.083  | 545    | 538    | 5    |
| Kampung Jawa I   | 1.116 | 0,27   | 1.025  | 525    | 500   | 0,1    | 1.078  | 545    | 533    | 5    |
| Kampung Pondok   | 1.508 | 0,45   | 1.595  | 807    | 788   | 0,23   | 1.674  | 842    | 832    | 6    |
| Jati Hilir       | 980   | 0,71   | 1.609  | 819    | 790   | 0,99   | 1.581  | 812    | 769    | 8    |
| Kota Pariaman000 | 18186 | 8,34   | 19.828 | 10.085 | 9.743 | 5,85   | 21.043 | 10.651 | 10.392 | 84   |

### Soziale Daten 2020
| Merkmal                                                            | Kabupaten | 0Provinz Sumatra Barat0 |
| ------------------------------------------------------------------ | --------- | ----------------------- |
| Bevölkerung unterhalb der Armutsgrenze (Tsd.)0                     | 03,66     | 344,23                  |
| Anteil der „armen Bevölkerung“ (indonesisch Penduduk miskin) (%)00 | 04,10     | 006,28                  |
| Arbeitslosenrate (%)                                               | 05,73     | 006,88                  |
| Lebenserwartung bei der Geburt (Jahre)                             | 70,28     | 069,47                  |
| HDI-Index                                                          | 76,90     | 072,38                  |
| Analphabetenrate (in %, 15–64 J.)                                  | 00,74     | 000,41                  |
| Abhängigenquotient 1                                               | 47,03     | 048,20                  |
| Anteil der Altersgruppen                                           | 0Real0    | 0Prozentual0            |
| Kinder (<15 J.)                                                    | 24.0820   | 025,52                  |
| arbeitsfähige Bevölkerung (15–64 J.)                               | 64.0330   | 067,96                  |
| Rentner und Pensionäre (>65 J.)                                    | 06.1490   | 006,53                  |